# Nemojov
Obec Nemojov se nachází v okrese Trutnov, kraj Královéhradecký. Žije zde 814 obyvatel.

## Historie
První písemná zmínka o obci pochází z roku 1528.

## Části obce
- Dolní Nemojov
- Horní Nemojov
- Nový Nemojov
- Starobucké Debrné